# Sisters in Crime
Sisters in Crime ist ein internationales Netzwerk mit dem Ziel, Krimis von Frauen zu fördern. Zu den Gründerinnen gehört Sara Paretsky.
Mitglieder sind Autoren, Leser, Verleger, Literaturagenten, Übersetzer, Buchhändler, Bibliothekare und viele andere – allesamt Krimifans. Das Anliegen der Sisters in Crime ist die Gleichberechtigung von Frauen und Männern im Bereich Krimi.
Vernetzen, informieren, sich gegenseitig unterstützen – damit tritt die Organisation Ungleichheit in der Behandlung von Krimiautorinnen entgegen und will mehr Beachtung für den Beitrag von Frauen im Krimigenre.
Die Mitglieder tauschen sich aus über das, was sie lesen und schreiben, sie informieren einander über Wettbewerbe und Preise und pflegen den Kontakt zu anderen Verbänden. 
Die deutschsprachige Sektion von Sisters in Crime, das German Chapter – Mörderische Schwestern, gibt es seit 1996. Mitgliederstand Frühjahr 2007: mehr als 300 Mitglieder, überwiegend in Deutschland, Österreich und der Schweiz. Im Jahr 2007 erfolgte die Loslösung des German Chapter von der amerikanischen Organisation und die Umbenennung in Mörderische Schwestern - Vereinigung deutschsprachiger KrimiAutorinnen.